# Lordomyrma caledonica
Lordomyrma caledonica är en myrart som först beskrevs av Andre 1889.  Lordomyrma caledonica ingår i släktet Lordomyrma och familjen myror. Inga underarter finns listade i Catalogue of Life.